# Max Euwe
Machgielis (Max) Euwe (født 20. maj 1901 i Watergraafsmeer nær Amsterdam, Holland, død 26. november 1981) var en hollandsk matematiker, skakstormester, skakskribent og skakfunktionær. Han blev den femte officielle verdensmester i skak, da han slog Alexander Aljechin i en match i 1935, men tabte titlen i returmatchen i 1937.
Max Euwe var kun professionel skakspiller i en kort periode, resten af tiden var han amatør eller semiprofessionel. Efter 1953 koncentrerede han sig primært om sin civile karriere som matematiker og blev professor i datalogi ved Erasmus Universiteit Rotterdam i 1964 og senere ved Universiteit van Tilburg, hvorfra han blev pensioneret i 1971. I 1970 blev han præsident for verdensskakforbundet FIDE, hvilket han var frem til 1978.

## Biografi
Max Euwe blev født i Watergraafsmeer nær Amsterdam i 1901. Han læste matematik ved Amsterdams Universitet, hvor han fik sin doktorgrad i fysik og matematik i 1926, hvorefter han begyndte at undervise i matematik på en mellemskole for piger.
Euwe vandt sit første hollandske mesterskab i 1921 og vandt derefter samtlige mesterskaber, han deltog i frem til 1952. Derudover vandt han i 1955, og med 12 nationale mesterskaber er han stadig rekordholder i Holland.
Euwe stiftede tidligt familie, og havde brug for jobbet som lærer. Han kunne derfor kun deltage i turneringer og matcher, når de lå i skoleferier. Han var amatørspiller helt frem til starten af 1930'erne.

## Bøger
- Münninghoff, Alexander: Max Euwe: The Biography, New In Chess, 2001, ISBN 978-1-58863-002-5.